# Daisuke Matsushita
Daisuke Matsushita (japanisch 松下 太輔 Matsushita Daisuke; * 31. Oktober 1981 in Iwata, Präfektur Shizuoka) ist ein ehemaliger japanischer Fußballspieler.

## Karriere
Matsushita erlernte das Fußballspielen in der Jugendmannschaft von Júbilo Iwata. Seinen ersten Vertrag unterschrieb er 2000 bei den Júbilo Iwata. Der Verein spielte in der höchsten Liga des Landes, der J1 League. 2004 wechselte er zum Zweitligisten Ventforet Kofu. Am Ende der Saison 2005 stieg der Verein in die erste Liga auf. Für den Verein absolvierte er zwölf Ligaspiele.
Am 1. Oktober 2010 beendete er seine Karriere als Fußballspieler.

## Erfolge
Júbilo Iwata
- J1 League

Meister: 2002
Vizemeister: 2001, 2003
- J.League Cup

Finalist: 2001
- Kaiserpokal

Sieger: 2003